# Ouranopithèque
Genre
L’Ouranopithèque (Ouranopithecus) est un genre fossile d'hominidés qui vivaient dans les Balkans et en Anatolie à la fin du Miocène, il y a 7 à 10 millions d'années.

## Liste des espèces
Le genre Ouranopithecus est représenté par deux espèces fossiles :
- † Ouranopithecus macedoniensis Bonis & Melentis, 1977 - Grèce septentrionale et Bulgarie, espèce datée de 9,6 à 8,7 millions d'années[1] ;
- † Ouranopithecus turkae Güleç, Sevim, Pehlevan, Kaya, 2007 - Turquie, espèce datée de 8,7 à 7,4 millions d'années[2].

## Morphologie
L'espèce Ouranopithecus macedoniensis était probablement d'assez grande taille. Sa face massive était large et surmontée d'un torus sus-orbitaire proéminent. Il avait aussi des orbites de forme carrée. L'ouranopithèque partage avec les humains, chimpanzés et gorilles la particularité de disposer d'un sinus frontal. La couche d'émail de ses molaires était plus épaisse que celle des autres singes, mais inférieure à celle des paranthropes. Les cuspides étaient basses. Les dents laissent apparaitre un net dimorphisme sexuel. Le mâle était doté de grandes canines avec des prémolaires basses et coupantes.

## Régime alimentaire
La surface extrêmement usée de la deuxième molaire d'Ouranopithecus macedoniensis donne à penser que son régime était constitué de produits alimentaires assez durs comme des noix ou des tubercules.

## Phylogénie
Son anatomie dentaire et faciale rapproche l'ouranopithèque des ancêtres de la lignée humaine. Les synthèses récentes le placent en tout cas dans la sous-famille des homininés, qui rassemble humains, bonobos, chimpanzés et gorilles.
Ouranopithecus est considéré comme proche du genre Graecopithecus, avec lequel il a été souvent confondu.